# Adrienne de Villeneuve-Bargemont

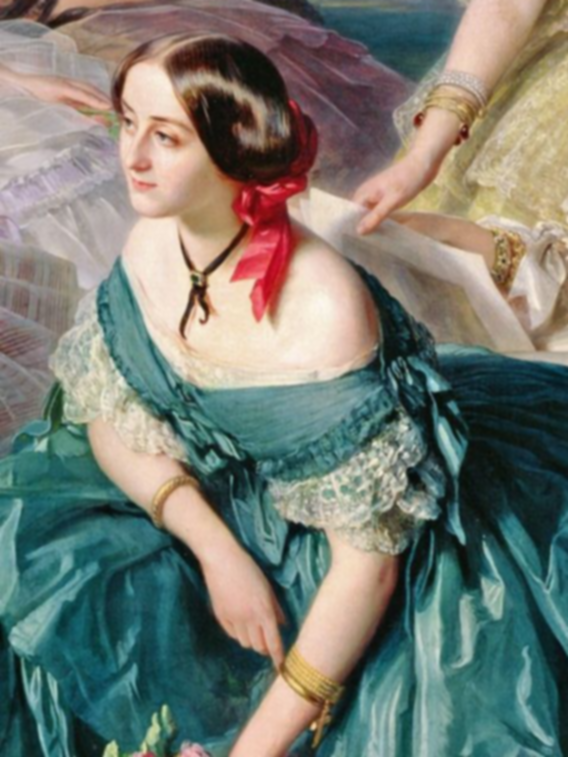
Adrienne de Villeneuve-Bargemon

Adrienne de Villeneuve-Bargemont, comtesse de Montebello, född 1826, död 1870, var en fransk hovfunktionär. Hon var hovdam (dame du palais) hos kejsarinnan Eugénie av Frankrike. 
När Eugénies hov skapades efter hennes giftermål 1853 bestod dess hovdamer av en grande-maîtresse eller överhovmästarinna (Anne d'Essling), en dame d'honneur (Pauline de Bassano) och därutöver sex dames du palais, som turades om att tjänstgöra en vecka i taget förutom vid särskilda tillfällen; antalet dames du palais utökades senare till tolv. De första hovdamerna valdes ut från Eugénies egen umgängeskrets från tiden före giftermålet. 
Hon var gift med Gustave Olivier Lannes de Montebello. Hon beskrivs som djupt religiös katolik, men samtidigt som en lättsam person som livade upp hovlivet. Hennes make utnämndes till ambassadör i Rom 1860 och hon följde med honom dit, men återvände en gång per år för att tjänstgöra som hovdam. Hon beskrivs som en personlig vän till Eugénie. 
Hon tillhör de hovdamer som porträtterats tillsammans med Eugenie i den berömda tavlan av Franz Xaver Winterhalter, Eugénie av Frankrike med sina hovdamer, från 1855.